# Stevin Hilbrands
Stevin Hilbrands (Aduard, 2 juli 1987) is een Nederlands oud-langebaanschaatser uit Aduard, lid van IJsvereniging De Eemsmond en tegenwoordig model in Milaan bij Why Not Models. Hilbrands studeert daarnaast Psychologie aan de Rijksuniversiteit Groningen.

## Biografie
Tot seizoen 2006/2007 schaatste Hilbrands bij de Jong Oranje schaatsploeg. Het seizoen daarop, 2007/2008, maakte hij deel uit van het KNSB Opleidingsteam en hierna schaatste hij een jaar voor de KNSB Regiotop, een opleidingsteam van de KNSB, onder leiding van Aart van der Wulp.
Hilbrands was als junior al behoorlijk getalenteerd gezien zijn overwinning bij de B-junioren op het NK van 2005. Later, in 2007, wist hij bij het WK junioren 2007 in Innsbruck een zevende plaats te behalen in het individuele klassement en een gouden medaille op de ploegenachtervolging. Stevin Hilbrands maakte zijn debuut bij de senioren in seizoen 2008/2009 op het NK afstanden waar hij de 500, 1000 en 1500 meter reed. Hij werd op die afstanden respectievelijk 20e, 10e en 12e. Na er een tijdje tussenuit te zijn geweest vanwege een slepende rugblessure werd hij op het NK afstanden 2011 18e op de 1000 meter.

## Persoonlijke records
| Afstand    | Tijd    | Datum           | Baan       |
| ---------- | ------- | --------------- | ---------- |
| 500 meter  | 35,94   | 8 maart 2008    | Calgary    |
| 1000 meter | 1.10,84 | 5 januari 2008  | Heerenveen |
| 1500 meter | 1.49,06 | 2 november 2008 | Heerenveen |
| 3000 meter | 3.53,98 | 21 maart 2006   | Calgary    |
| 5000 meter | 7.00,86 | 1 oktober 2005  | Nijmegen   |